# Срби у Албанији
Срби у Албанији су припадници српског народа који чине посебну мањинску заједницу у Албанији. Друштвени положај српске заједнице у Албанији је изузетно сложен и неповољан, пошто албанска држава, упркос међународним обавезама, наставља да спроводи политику систематске асимилације етничких мањина путем албанизације која се спроводи у свим областима друштвеног живота.
Политика асимилације и албанизације се између осталог огледа и у сузбијању слободног изражавања етничке припадности на пописима становништва, тако да подаци о тачном броју Срба у Албанији не постоје. Према званичним, али потпуно непоузданим резултатима пописа националних мањина из 1989. године, у Албанији је било пописано свега око стотину Срба, којима су придодати и етнички Црногорци, али тај број се сматра вишеструко умањеним у односу на стварно стање. Према незваничним изворима у Албанији има око 10.000 припадника српске мањине, али у јавности се појављују и знатно веће процене, које говоре о 30.000 или 40.000 албанских држављана који су српског порекла.
Срби имају дугу историју на територији данашње Албаније. У раном средњем веку подручје данашње северне Албаније припадало је српској Кнежевини Дукљи, а за време владавине Стефана Немање целокупна област око града Скадра укључена је у састав Србије. Потоњи српски владари су проширили своју власт и на централна подручја данашње Албанија, а у доба Српског царства, под српском влашћу су се нашле и јужне области. Тек крајем 14. века, долази до успона албанских политичких чинилаца на тим просторима. До краја 15. века, целокупно подручје данашње Албаније је потпало под османлијску власт, а током наредних векова је дошло до знатног опадања броја Срба у тим областима, што је настављено и након стварања савремене албанске државе у 20. веку.
У османлијском дефтеру (регистру) Тахрир дефтерлери из 1528. године највећи део северне Албаније је још увек имао српско становништво: 81.700 Срба живело је у Скадарском санџаку и 8.600 Срба у Драчком санџаку.
Српски православни владика Николај Велимировић је 1912. године регистровао више од 60.000 етничких Срба у региону Скадра и Тиране и 39 српских села у унутрашњости Албаније.
Према попису становништва Албаније из 1928. године, забележено је око 65.000 албанских Срба, што је било око 8% укупног становништва Албаније и највећа мањина у Албанији.

## Територијални размештај
Срба у Албанији има највише у Скадру и околини, где се предаје и српски језик. Некадашњи СУП СФР Југославије успео је да прикупи информације да у средњој Албанији (области Елбасана и Берата) има Срба староседелаца, тј. остатака становништва некадашњих српских држава кнеза Јована Владимира, краља Милутина и цара Душана. Осим њих у Албанији има српског становништва, потомака одбеглих комуниста информбироваца који су били верни Совјетском Савезу и који се нису приклонили режиму Јосипа Броза, већ Стаљину. Ипак највећи број њих је албанизован током владавине краља Зога и комунистичког диктатора Енвера Хоџе, када су Срби били под великим притиском да се одрекну свога идентитета. Школа „Обилић” је радила на српском језику у Скадру до 1935. године када је затворена наредбом краља, тек после 73 године је поново омогућено држање наставе на српском језику.
У Фиру такође има Срба, ту постоји српско удружење „Јединство”. Ту се планира изградња српске школе, за то је 2016. године добијена дозвола.
У Враки код Скадра постоји српска заједница, а тамошњи храм Свете Тројице посетио је 31. маја 2014. године патријарх српски Иринеј, који је потом обишао и рушевине манастира Светог Срђа и Ваха. Делегација Српске православне цркве је посетила
Тешко је утврдити колико има Срба јер се не зна број Срба староседеоца нити број асимилираних Срба, поготово оних који више не причају српски језик али имају сећање да су им преци били Срби.

## Историја Срба на просторима Албаније

#### Територија данашње Албаније у Србији средњег века
Словени долазе и насељавају се у подручју Албаније у 6. веку када 548. године освајају Драч. Затичу ту Ромеје, Грке и остатке староседелаца Балкана које потискују у приморске градове и на високе планине. 
Прва словенска заједница, тј. склавинија на територији данашње Албаније била је Вагенетија око реке Војуше, укључујући Епир све до Пелопонеза коју су формирали Вајонити по којима је Војуша и добила име, словенско племе блиско Србима са којима су дошли у додир и симбиозу у Егејској Македонији након инвазије словена на југ и опсаде Цариграда 626. године, вероватно негде око 631. године. Оба племена се након одређеног времена померају западно. Срби се селе из Сервије најпре у данашњу јужну Албанију са центром у граду Десник код ушћа реке Деснице у Војушу, а затим мало северније где у Дукљи формирају прву српску државу са престоницом у Скадру, и даље Захумље, Травунију и Паганију, а Вајонити се померају дуж реке Бистрице ка Јонском мору, а потом северније према Војуши. Вајонитска заједница је једно време била самостална након чега их покорава Византија 802. године. Познати су владари Вегенетије. Били су то спатари Теодор и Хиларион. Вајонити једно време одолевају асимилацији али касније се вишевековним процесом стапају у друге народе.
Убрзо Бугари 843. године успоставлљају власт у једном делу данашње Албаније и Епира, а потом успостављају власт над великим делом Албаније и скоро целим источним Балканом 918. године. Бугарска владавина траје све до 1018. године кад их коначно покорава Византија (Ромелија). У том периоду граница између српске и бугарске зоне утицаја била је река Шкумба. 879. године је образована епископија словенског племена Вајунита Вегенетија са центром у Главиницама (Балш) која је била поље деловања Светог Климента и која је била потчињена Охридској архиепископији, тада бугарској аутокефалној цркви.
Бугарски цар Самуило је поразио Дукљу 1010. године којом је владао српски кнез Свети Јован Владимир који је владао и Дебром, Матом, Дукађином и другим областима укључујући Драч и који се предао Бугарима у подручју Скадра. Након удаје Самуилове ћерке Косаре за Јована Владимира, Дукља постаје вазална у саставу Бугарског царства. У томе периоду шаролик је распоред Словена на подручју Албаније. На северу су били Срби, јужно од Шкумбе Бугари (у такозваној Кутмичевици), а јужно од Војуше Вајонити који су делимично бугаризовани. Након смрти цара Самуила, његов наследник Радомир је убрзо убијен од брата му од стрица Јована Владислава који је завладао Бугарским царством али краткорочно до погибије 1018. када Византија преузима Бугарско царство. Јован Владислав је на превару убио српског кнеза Светог Јована Владимира који је након Самуилове смрти наставио да влада Дукљом која се простирала до Драча. Након смрти Јована Владимира, његов култ се проширио целом Албанијом и на земље около и до дан данас траје и веома је јак међу православцима у Албанији. Први је српски светитељ и мошти му почивају у манастиру Шин Ђон код Елбасана и део у саборној цркви у Тирани. Син убијеног бугарског краља Јована Владислава, Пресијан се није мирио са падом Бугарског царства и са браћом Ароном и Алусијаном и остацима бугарске војске повукао се на планину Томор у јужној Албанији где је још неко време пружао отпор Византинцима, али су убрзо поражени.
У току власти Византије, у лето 1040. године, локално становништво је подигло устанак против Византије. Два главна разлога су била замена 1037. архиепископа охридског Јована Дебарског Грком Лавом Охридским, чиме је започео процес хеленизације, и увођење новчаног пореза од стране византијске владе. Устанак на подручју данашње Албаније водили су Петар Дељан и Тихомир. У међусобној борби Дељан је елиминисао Тихомира а устанак словенског становништва је захватио читаву данашњу Албанију све до Солуна. Тамо се устанку прикључио Алусијан, Самуилов потомак који га је на превару ослепео и тиме угушио устанак. Прилично је нејасно порекло Петра Дељана сем да је био словенин из околине Драча који је у устанку запосео територију од Београда преко Поморавља, Албаније све до Солуна. Он се у Београду 1040. прогласио бугарским царем не би ли наследио царско наслеђе. Али исто то учинио је и српски краљ Бодин 1072. године претендујући да српска држава Дукља преузме Царско наслеђе Бугарске. По албанологу каплану Буровићу потомци Петра Дељана живе све до данас у Албанији.
Негде у то време у историјским записима се појављују Албанци који живе у долини реке Мат и касније се шире ка југу и етнички постају доминантнији у централној Албанији. А након тога је време упада Нормана (11. и 12. век) и крсташа(13. век) у Албанију. По албанологу Каплану Буровићу протоалбанци су дошли у област Мат у 9. веку посредством бугарског цара са планина Бугарске (пре бугарских били су на румунским висоравнима и планинама) како би снабдевали освајачку бугарску војску у подручју данашње Албаније са храном, млеком, кожом и другим потрепштинама. Они губе старо име које се не зна и усвајају име од келтског племена Албанои који су ту живели у области Мат. Протоалбанци су до 20. века прво уз помоћ Турака асимилирали многе друге народе који су прихватили њихов албански језик који је по лингвистици микс литванског, румунског, латинског, али и других језика.
Цела данашња Албанија долази поново под словенску власт, овај пут српску након освајања цара Душана. Цар Душан поставља свог зета Јована Комнена Асена за великаша јужне Албаније, вероватно и због тога што су у том подручју биле бугарске насеобине. Јача се српски утицај свуда по царству нарочито на југу где се затичу Грци, Цинцари и остали.
Након смрти цара Душана који је иначе преминуо у пределу око Тиране, његово царство се дели на Урошево и Сименово а готово цела Албанија је у саставу Српског царства Симеона Немањића до 1373. а након тога његови великаши се осамостаљују, тако да у Албанији владају на северу Балшићи, Карло Топија у централној Албанији, Јован Комнин Асен у јужном делу и Тома Прељубовић у северном Епиру (најјужнијем делу данашње Албаније).
Тома Прељубовић је након Душанове смрти постављен да влада Епиром учвршћавајући српско становништво у тој области и ратујући са локалним Албанцима и Латинима. Познат је по ктиторству манастира на метеорима. Убијен је на превару 1384. године. Том годином званично је престала српска власт у Епиру која се никада више није ту успоставила. Тома је описан у Јањинској хроници. Владао је Епиром, најкритичнијим делом бившег Душановог царства који је био насељен Грцима, Србима, Бугарима, Власима, Албанцима, Италијанима (Латинима) уводећи и мере страховладе како би, с обзиром на толику мултиетничност могао да контролише регион. По Цвијићу Срби су се ту мешали са потомцима Вајонита, остацима Словена који су населили Епир у 7—9. веку. Срби и Вајонити из Епира се након смрти Томе Прељубовића хеленизују. Велики број словенских фраза и идиома уткан је у грчки језик епирског краја. Касније су пронађени још увек живи остаци Словена у Епиру негде у подручју Јањине, али им се траг изгубио. На пример, описујући живот Али-паше из Јањине, његов савременик Алфонс де Бошамп је написао „Албанци данас не представљају целокупно становништво Епира; Има много других племена попут Срба, Бугара, Влаха, Турака и Грка“ (Alphonse de Beauchamp, 1822).
Јован Комнин Асен је био бугарски племић и владао је јужном Албанијом (Кутмичевицом) прво као Душанов великаш као једини из редова Бугара, а потом после цареве смрти као независни господар Кнежевине Валоне. У неким списима се помиње као „Краљ Србије и Бугарске”. Он је вероватно умро од куге 1363. године. Након његове смрти Кнежевином Валоном влада његов син Александар Комнин који је умро 1371. године (највероватније је погинуо у Маричкој битки са Мрњачевићима на страни Срба). Након његове погибије власт је накратко преузела Јованова ћерка Комнина која се убрзо удаје за господара Зете Балшу II Балшића чиме он постаје господар ове области 1372. године. Овом годином престао је бугарски утицај у јужној Албанији а бугарско становништво се временом асимилирало. Један јако мали број Бугара преживео је до данашњег дана. Ово је иначе година када Кутмичевица добија потпуно српски карактер, уместо дотадашњег српско-бугарског, али није дуго потрајао (1372—1450). Балшићи постају господари Кнежевине Валоне која је сад у саставу Зете.
Пресудна битка за опстанак српске државе на територији Албаније била је Битка на Саурском пољу 18. септембра 1385. године
, близу Лушње (алб. Lushnjë). Данас је то место Савра (алб. Savra). Њој је претходио рат између бивших Душанових великаша Балшића и властелина Карла Топије. Балша II је преотео Топији Драч, да би овај позвао Османлије у помоћ да нападну валонско-београдски(бератски) део Зете. Битка је у рангу Маричке и Косовке битке јер након пораза запад бившег Душановог царства убрзо пада под османлијску власт. 5000 Османлија под вођством Авранеза упало је у валонски део Зете и након што су похарали Београд тј Берат напало их је 1000 Срба из Драча. У том боју погинули су Балша II Балшић, господар Зете, војвода Ђурађ Крвавчић и Иваниш Мрњавчевић, брат Марка Краљевића, који након Маричке битке није хтео да прихвати вазалство и побегао је из Македоније у тада слободне западне српске крајеве у Валону.
Након овог страховитог пораза Балшина жена Комнина наставља да влада Валоном 1385—1396 када се замонашује а власт предаје свом зету Мркши Жарковићу. Валона још није постала вазална, избегава то, јер је још увек у саставу Зете којом влада Ђурађ II Страцимировић, а који успоставља дипломатске односе са Османлијама и сходно томе није послао своју војску у бој на Косову 1389. године, те тиме задржава још увек Кнежевину Валону у саставу Зете. Мркша је успео да се одржи у овој области, све до своје смрти, у октобру 1414. године.
Север данашње Албаније који је био под влашћу Балше II Балшић после његове погибије се осамостаљује под вођством локалних Албанаца који формирају Кнежевину Дукађини. Тиме српски утицај у односу на Албанце, на северу почиње да слаби али и уопште у целој Албанији. Подручје Драча и његове околине након Балшине погибије преузимају Аријанити, феудална фамилија чије порекло није довољно разјашњено. Били су јако блиски Србима с обзиром да су се женили и удавали за Србе односно Српкиње. Из ове фамилије потиче Света мајка Ангелина која се удала за Светог Стефана Слепог Бранковића. Стефан је био ослепљен и прогнан из Србије од Турака, најпре у Угарску, где је живела његова сестра удата за тамошњег грофа, па у Елбасан, где је имао рођаке и где се 1460. године оженио Ангелином, ћерком властелина Аријанита и свастиком Скендербега. По његовој препоруци, 1465. купио је на северу Албаније замак и назвао га Београд. У њему је провео више од десет година. Живео је у сиромаштву, подижући децу Ђорђа и Јована, будуће српске деспоте, и ћерку Мару. Умро је 1476. године. Аријанити су преузели власт од Балшића и над подручјем између реке Шкумбе и Војуше и били су први бедем отпора Османлијском царству под вођством Голема Аријанита Комниновића. Несумњив је поред византијског (Комнин), античко-римског(Арианити) и српски карактер Голема који се помиње у документу из 1452. године где Голем сам себе потписује : „Golemi Arenit Comninovich de Albania” (Constantin Marinescu 1994, La politique orientale d'Alfonse V d'Aragón, roi de Naples (1416—1458). Institut d'Estudis Catalans, p. 176), а који се огледа у његовом имену (Голем-велики) и презимену са „-ић” завршетком, као и у имену брата Владан и у именима ћерки Војислава, Ангелина, Јелена, Комита и Ирена. Владао је у месту званом Сопот у централној Албанији који су Турци касније освојили и претворили у своју тврђаву. Након што је повео герилски рат против Турака у области у којима ја владао, после чега је османлијски султан морао да га призна, ипак се после дужих борби повукао у иностранство где је умро.
Може се рећи да су за једну годину 1384—1385, Срби изгубили Епир, Драч, север Албаније, а да је Кнежевина Валона само тренутно сачувана захваљујући дипломатији. Центар Албаније се држао под вођством Комниновића до 1450. године.
Последњи српски владар/владарка на територији данашње Албаније у средњем веку, а пре појаве Скендербега била је Руђина Балшић која је владала до 1417. године кад су њену територију заузеле Османлије. Руђина је владала јужном Албанијом и њена територија обухватала је Валону као главни град, Берат, Канину и Химару. Становништво је било мултиетничко и поред Срба државу су насељавали Грци, Бугари и Цинцари. Под притиском Османлија покушала да се договори са Млечанима о преузимању њених поседа. Иако су преговори вођени 1415. и 1416. године, договор није постигнут. Руђина је након слома своје државе емигрирала у Будву код Балше III преко Крфа. Црква Ружица на Калемегдану подигнута је у њену част.
Карло Топија је преминуо у јануару 1388. године и сахрањен је у својој задужбини, манастиру светог Јована Владимира код Елбасана којег је саградио 1381. године на месту старе цркве коју је саградио свети Јован Владимир. Владао је централном Албанијом, у подручју између река Мати и Шкумбе што је и било етничко подручје протоалбанаца у средњем веку. Карло Топија је француског порекла о чему сведочи запис на самој цркви (на грчком, латинском и српском) где стоји да је сродник француског краља.
Година 1417. била је пресудна година када је у питању српски суверенитет у Албанији, јер се од тада никад више српска власт није вратила на та подручја, иако је српски отпор настављен и касније под Комниновићем и Скендербегом. Те године изгубљена је државна структура. Изузетак представља једино кратко време након 1. балканског рата кад је српска војска заузела 2/3 територије данашње Албаније и успоставила цивилну и државну власт Краљевине Србије, али је убрзо морала да се повуче након што је оформљена нова међународно призната држава Албанија уз велику подршку Аустроугарске.
Северна и централна Албанија још нису потпали под потпуну власт Османлија, али повремено се признају млетачка и османлијска власт све до формирања Љешке лиге 1444. године када албанци и срби заједнички започињу борбу против Османлија под војном командом Скендербега. Од српских породица Љешку лигу су сачињавали Балшићи, Црнојевићи, Захарија. Кастриоте су и дан данас предмет расправе.

#### Територија данашње Албаније у саставу Османлијског царства
Након војног слома Љешке лиге, османлијска власт спроводи планско ширење ислама. Ислам примају и Албанци и Срби, док један део оба народа то не жели и принуђен је да живи посебним верским начином живота криптохришћанством (у јавности муслимани, а у тајности хришћани). Криптохришћанство је цветало, на оним подручјима где је било бекташија (турски дервишки ред), а то су јужна Албанија и области око Берата и Елбасана. Бекташизам је за хришћане чак представљао прихватљивији облик конверзије и повољнији избор од — криптохришћанства. Срби који су одлучили да прихвате ислам су више упућени на Албанце који су то исто учинили и тако се вишевековним процесом велики део Срба фузионира с Албанцима. Још у последњим деценијама 19. века постојали су, на пример, и у елбасанском крају Словени који су код куће говорили словенским језиком и као хришћани чак имали славу, а јавно се издавали за муслимане и говорили су само арбанашки. То је посебно био случај код брђана (Малисора) у елбасанском санџаку. Према наводу двојице таквих Елбасанаца Спиридону Гопчевићу и његовим сапутницима 1886. године, таквих крипто-Срба (Словена) било је у том крају више од 20.000 (Сп. Гопчевић, Makedonien, 209.).
Албанци су од стране Турака били фаворизовани и настаје снажан талас исељавања Срба из Албаније који је трајао од 15. до 20. века. Срби из долине Маће и из области Мокре, Черменике, Булчице насељавани су се у западној Македонији. По Цвијићу, велики број Срба се исељавао преко Дрима према Вардару. Исто тако Срби из северног Епира прелазили су у западну Македонију. Цинцари, тј. Власи за разлику од Срба се мање исељавају и мање се асимилирају. Они су чували свој језик, традицију и обичаје исто као и Грци бавећи се сточарством, занатима, а потом и трговином. Православне су вероисповести. Успели су да усред велике Османске империје у 18. веку подигну свој велики трговачки и културни центар Москопоље који је у свом зениту имао 50 000 становника, у оно време један од већих градова Европе. Али њихов утицај и моћ није дуго трајао јер су Османлије у неколико похода уништили град. Његови остаци су у југоисточној Албанији и заштићени су законом Албаније као културно добро.

## Познате личности
- Комнина Немањић (?-?), ћерка Стефана Првовенчаног
- Свети Јован Владимир (990-1016), први српски светитељ и кнез Дукље, господар области од Бока которске до Томора
- Новак Мрасоровић (?-?), кесар
- Тома Прељубовић (?-?), деспот Епира 1366—1384
- Константин Балшић (?-?), племић
- Стефан Балшић (?-?), племић
- Гојко Балшић (?-?), племић, владар Мизије
- Јован Стрез Балшић (?-?), племић, владар Мизије
- Ђорђе Стрез Балшић (?-?), племић, владар Мизије
- Ђурађ Крвавчић (?-1385), војвода у служби Балше II Балшића
- Мркша Жарковић (?-1414), владар Кнежевине Валоне
- Руђина Балшић (?-?), владарка Кнежевине Валоне до 1417. године
- Иваниш Мрњавчевић (?-1385), српски племић, син Вукашина Мрњачевића и брат Марка Краљевића
- Голем Аријанит Комненовић (1400-1462), феудалац српско-византијског порекла, господар области између Шкундре и Војуше до 1432-1460.
- Јован Богдан (1400 - ?), господар области Томорица око планине Томор
- Ђурађ Кастриот Скендербег (1405—1468), албански национални херој, српског порекла из времена отпора албанских племена турским освајачима и исламизацији
- Владан Ђурица (?-1465), главни војни саветник Скендербега
- Нинац Вукосалић (?-?), дијак српски на двору Скендербега
- Стефан Мариновић (?-?), штампар
- Јован Четиревић Грабован (~1720 — ~1790), сликар
- Конда Бимбаша (?-1807), учесник Првог српског устанка
- Никола Мусулин (1830—?), учитељ открио Призренски рукопис Душановог законика
- Ђорђе Беровић (1845—1897), гувернер у Отоманском царству
- Анастас Боцарић (1864—1944), сликар
- Никола Вулић (1872—1945), историчар, класични филолог и археолог, академик САНУ
- Коста Миличевић (1877—1920), сликар
- Радивоје Беровић (1900—1975), лекар, академик САНУ
- Ђорђе Лобачев (1909—2002), аутор стрипа
- Милош Ђерђ Никола (1911—1938), песник и писац
- Василије Поповић Цицо (1914—1962), сликар и карикатуриста
- Војо Кушић (1918—1942), учесник Народноослободилачке борбе Албаније, народни херој Албаније и народни херој Југославије
- Васо Кадић (1920—1942), учесник Народноослободилачке борбе Албаније, народни херој Албаније
- Бранко Кадић (1921—1942), учесник Народноослободилачке борбе Албаније, народни херој Албаније
- Јордан Мишовић (?-1942), учесник Народноослободилачке борбе Албаније, народни херој Албаније
- Каплан Буровић (1934—2022), албанолог, књижевник, публициста и истраживач
- Нада Матић (1984), стонотенисерка